# Luiz Augusto Saint-Brisson de Araújo Castro
Luiz Augusto Saint-Brisson de Araújo Castro (* 20. August 1946 in New York City) ist ein brasilianischer Diplomat.

## Leben
Luiz Augusto Saint-Brisson de Araújo Castro ist der Sohn von Myriam Saint-Brisson und João Augusto de Araújo Castro. 
Castro absolvierte 1966 den Curso Preparatório à Carreira Diplomática des Rio Branco-Institutes. Vom 24. Dezember 1993 bis zum 12. August 1997 wurde er als Vertreter der Brasilianischen Regierung bei der Organisation Amerikanischer Staaten eingesetzt.
Anschließend wurde Castro als Botschafter berufen, zunächst bis zum 13. Juni 2000 in Montevideo, dann von 2003 bis zum 17. August 2005 in Mexiko-Stadt und schließlich bis zum 25. November 2007 in Lima.